# Myrmarachne hanoii
Myrmarachne hanoii este o specie de păianjeni din genul Myrmarachne, familia Salticidae, descrisă de Zabka, 1985. Conform Catalogue of Life specia Myrmarachne hanoii nu are subspecii cunoscute.